# Манзано (Нью-Мексико)
Манзано (англ. Manzano) — переписна місцевість (CDP) в США, в окрузі Торренс штату Нью-Мексико. Населення — 26 осіб (2020).

## Географія
Манзано розташоване за координатами 34°38′37″ пн. ш. 106°22′1″ зх. д. / 34.64361° пн. ш. 106.36694° зх. д. (34.643694, -106.367054).  За даними Бюро перепису населення США в 2010 році переписна місцевість мала площу 4,38 км², уся площа — суходіл.

## Демографія
Згідно з переписом 2010 року, у переписній місцевості мешкало 29 осіб у 12 домогосподарствах у складі 7 родин. Густота населення становила 7 осіб/км².  Було 21 помешкання (5/км²).
Расовий склад населення:
| - 55,2 % — білих - 13,8 % — корінних американців - 27,6 % — осіб інших рас |

До двох чи більше рас належало 3,4 %. Частка іспаномовних становила 72,4 % від усіх жителів.
За віковим діапазоном населення розподілялося таким чином: 17,2 % — особи молодші 18 років, 72,5 % — особи у віці 18—64 років, 10,3 % — особи у віці 65 років та старші. Медіана віку мешканця становила 55,2 року. На 100 осіб жіночої статі у переписній місцевості припадало 163,6 чоловіків;  на 100 жінок у віці від 18 років та старших — 166,7 чоловіків також старших 18 років.
Цивільне працевлаштоване населення становило 0 осіб. 